# Инженеры Шри-Ланки
Инженеры Шри-Ланки — войска боевого обеспечения, занимающиеся задачами военной инженерии. В настоящее время состоят из десяти регулярных полков и одного полка резервистов. Штаб-квартира корпуса находится в кантонменте в Панагоде. Её возглавляет центр-комендант.
Корпус обеспечивает военное проектирование, строительство и другую техническую поддержку Армии Шри-Ланки и гражданских властей. Одной из целей корпуса является мобильность и контр-подвижность. Это обеспечивает мобильность своих войск, замедляя движение вражеских сил. Инженеры могут исполнять и другие задачи: проводку через минные поля, обнаружение и снятие мин-ловушек, очистка воды, строительство дорог и мостов для поддержания коммуникаций.

## История

### Формирование и участие в мировых войнах
Цейлонские инженеры были созданы в 1911 году, как часть Цейлонских сил обороны, после отзыва подразделения Королевских инженеров с Цейлона. Обязанностью этого подразделения было прибрежные поисковые и сигнальные работы. Изначально подразделение состояло только европейцы с самого начала, в основном, личный состав набрали из Цейлонского плантаторского стрелкового корпуса. Его первым командиром был капитан T.Х. Чепмен, который занимал должность директора по общественным работам на государственной службе. Цейлонские инженеры были мобилизованы во время Первой мировой войны и демобилизованы после её окончания. В этот момент командующий Сил обороны Цейлона и главным командующим офицером Цейлона рекомендовали членам общины бюргеров, которые составляли личный состав Городской гвардии Коломбо, заменить Цейлонских инженеров, которые должны были быть распущены до 31 декабря 1926 года. Это предложение было принято и восстановленный Цейлонский инженерный корпус был сформирован на 1 января 1927 года. Кадры для восстановленного подразделения составили 11 офицеров и 144 рядовых которые перешли из старого подразделения. Это привлекло внимание двух видных членов Законодательного совета, Д. С. Сенанаяке и Э. В. Перера, которые подняли вопрос о присутствии на острове национальных воинских частей острова. В 1928 году Комитет, учрежденный губернатором Цейлона для расследования этого вопроса, предложил в своем докладе, что Цейлонский инженерный корпус будет состоять из британских подданных с хорошим характером и респектабельных. С этого момента, корпус был открыт для всех цейлонцев. Корпус должен был состоять из двух рот саперов (боевых инженеров), две роты крепостных инженеров (легкая защита и инженерные работы) и одна рота связистов. В 1939 году корпус был мобилизован вовремя Второй мировой войны и в 1943 году была сформирована вторая рота связистов из которых был сформирован Корпус связи.

### После независимости
После обретения независимости в ходе создания Армии Цейлона 1-й сапёрный отряд был создан в 1951 году под командованием майора (позже бригадира) Дугласа Раманаяке. Это подразделение стало основой для новых цейлонских инженеров, которые были сформированы в 1957 году, с штаб-квартирой полка на постоянной основе в кантонменте Панагода. Подразделение обучения инженерных войск были созданы в мае 1958 года в лагере Кондуваттуан в Ампаре, эта школа была перенесена несколько раз, прежде чем окончательно расположилась в Тункама в Эмбилипитии, где она находится и сегодня. В 1959 году 1-й сапёрный отряд стал 1-м саперным полком. «Сапёры»-добровольцы: 4-й полк развития и инженеров-строителей был создан в 1964 году, заменив 2-й резервный сапёрный/рабочий полк, который был расформирован в 1962 году после попытки военного переворота этого года, в котором участвовали некоторые из офицеров.
Во время восстаний инженерный корпус был развернут во многих регионах страны для поддержки военной операции против террористов. С момента создания в 1951 году инженерный корпус принимал участие во многих проектах развитие, осуществляемых на Шри-Ланке правительством и оказывал помощь при стихийных бедствиях.

## Подразделения

### Регулярные полки
- 1-й сапёрный полк SLE
- 5-й сапёрный полк SLE
- 6-й сапёрный полк SLE
- 7-й сапёрный полк SLE
- 8-й сапёрный полк SLE
- 9-й сапёрный полк SLE
- 10-й сапёрный полк SLE
- 11-й сапёрный полк SLE
- 12-й сапёрный полк SLE (RFT)
- 14-й сапёрный полк SLE
- Школа военных инженеров Шри-Ланки (SLSME) (провинция Сабарагамува, Эмбилипития[англ.])
- Независимая мастерская SLE
- Отряд минирования и разминирования (Explosive Ordinance Disposal Squadron)

### Полки резерва
- 4-й резервный полк SLE

## На вооружении
МТУ-55 — советский военный танковый мостоукладчик.

## В альянсе
- Великобритания — Королевские инженеры
- Индия — Индийские инженеры[англ.]